# Intervall (Physik)
Als Intervall wird in der Physik allgemein ein definierter Wertebereich einer physikalischen Größe bezeichnet. Ein häufig verwendetes Symbol um Intervalle zu kennzeichnen ist Δ.

## Beispiele
| physikalische Größe    | Formelzeichen            | Intervall            | Formelzeichen                                          |
| ---------------------- | ------------------------ | -------------------- | ------------------------------------------------------ |
| Ort                    | {\displaystyle x}        | Strecke              | {\displaystyle \Delta x} oder {\displaystyle s}        |
| Zeit                   | {\displaystyle t}        | Dauer                | {\displaystyle \Delta t} oder {\displaystyle T}        |
| Elektrisches Potential | {\displaystyle \varphi } | Elektrische Spannung | {\displaystyle \Delta \varphi } oder {\displaystyle U} |
| Energie                | {\displaystyle E}        | Arbeit               | {\displaystyle \Delta E} oder {\displaystyle W}        |

Siehe auch: Raumzeit-Intervall ({\displaystyle \Delta s}), Periode (Physik) ({\displaystyle T{\text{ bzw. }}\lambda }), Linienbreite ({\displaystyle \Delta \lambda {\text{ bzw. }}\Delta \nu })

## Anwendungen
Intervalle werden zum Beispiel verwendet, um Durchschnitte veränderlicher Größen zu berechnen. Die durchschnittliche Geschwindigkeit ergibt sich als Differenz des Abstandes zweier Ortspunkte, dividiert durch das Intervall der Zeit, in der sich ein Objekt von einem Ort zum anderen Ort bewegt hat: 
{\displaystyle {\text{Durchschnittliche Geschwindigkeit}}={\frac {{\text{Ort zum Zeitpunkt 2}}-{\text{Ort zum Zeitpunkt 1}}}{{\text{Zeitpunkt 2}}-{\text{Zeitpunkt 1}}}}={\frac {\Delta x}{\Delta t}}}